# 2. Marineflakregiment
Het 2. Marineflakregiment was een Duitse militaire eenheid in de Tweede Wereldoorlog. De eenheid werd in januari 1940 opgericht uit onderdelen van het Marineflakgruppenkommandeur Wilhelmshaven. Tijdens haar gehele bestaan was de eenheid gestationeerd in Wilhelmshaven, waar het voornamelijk belast werd met de bescherming van de haven tegen luchtaanvallen. Op 1 mei 1942 werd de eenheid omgevormd tot de II. Marineflakbrigade.
Het 2. Marineflakregiment was onderdeel van de Abschnitt Wilhelmshaven, dat weer onder de Küstenbefehlshaber Ostfriesland viel.

## Commandant
Kapitän zur See Walther Oehler (januari 1940 - 1 mei 1942)

## Samenstelling
- Marineflakabteilung 212
- Marineflakabteilung 222
- Marineflakabteilung 232
- Marineflakabteilung 252
- Marineflakabteilung 262
- Marineflakabteilung 272
- Marineflakabteilung 282